# Bazien
Bazien település Franciaországban, Vosges megyében. Lakosainak száma 79 fő (2022. január 1.). Bazien Ménarmont, Nossoncourt, Sainte-Barbe, Deneuvre, Fontenoy-la-Joûte és Glonville községekkel határos.

## Népesség
A település népességének változása:
| Lakosok száma | 85   | 79   | 80   | 78   | 79   | 80   | 79   | 80   | 79   |
|               | 2013 | 2015 | 2016 | 2017 | 2018 | 2019 | 2020 | 2021 | 2022 |